# Jeff Mills
Jeff Mills, född den 18 juni 1963 i Detroit, USA, är en inflytelserik amerikansk technoproducent och DJ från Detroit.

## Album
- 1993 Waveform Transmission - Volume 1
- 1994 Waveform Transmission - Volume 3
- 1996 Mix-Up Volume 2 Live at the Liquid Room
- 1996 Purpose Maker Compilation
- 1997 The other Day
- 1999 From the 21st
- 2000 Every Dog Has Its Day
- 2000 Metropolis (soundtrack till Fritz Langs långfilm med samma namn)
- 2000 The Art of Connecting
- 2000 Lifelike
- 2002 Actual
- 2002 At First Sight
- 2004 Exhibitionist  (finns även på DVD)
- 2004 Choice: A Collection of Classics
- 2005 The Three Ages  (nytt soundtrack till Buster Keatons långfilm)
- 2005 Contact Special
- 2005 The Mission Objective
- 2006 Blue Potential